# 자연사진

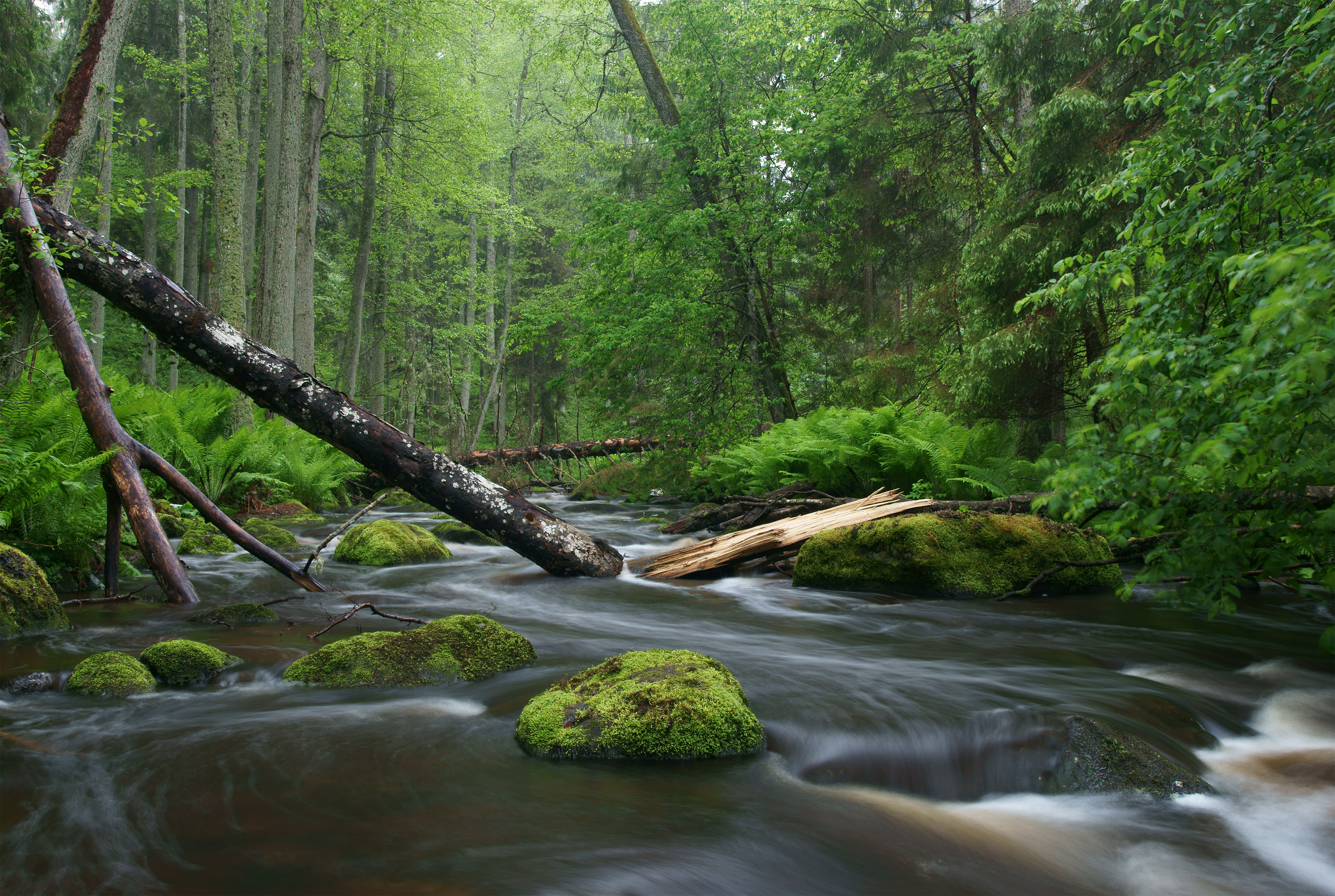
자연공원은 자연사진을 위한 대중적인 장소이다. 에스토니아의 라헤마 국립공원.

자연사진(自然寫眞)은 자연을 촬영한 사진이다. 자연의 풍경을 촬영한 풍경사진, 산악사진, 야생 동식물 등의 생물을 대상으로 한 사진, 수중사진 등을 포함한다.

## 풍경사진
풍경 사진은 종종 자연 사진과 관련된 사진 범주 중 하나이다. 강, 산, 사막, 숲과 같은 자연 세계와 도시 스카이라인과 같은 인공 구조물의 이미지에 중점을 둔다. 그러나 이는 더 드물고 자연 사진과는 별개이다. 이처럼 풍경사진은 자연사진의 하위범주가 아닌 인접사진이다.
풍경 사진의 미학은 시대의 흐름에 따라 수십 년 동안 변화해 왔다. 산수화와 밀접한 관련이 있으며 역사 전반에 걸쳐 직접적으로 논의되는 경우가 많다.
대부분의 자연 사진의 추세와 마찬가지로 풍경 사진의 초점은 인공 조명이나 무대 장치가 거의 없는 세상의 자연의 아름다움에 있다. 풍경 사진의 형태도 다른 것보다 더 예술적이거나 추상적으로 보이지만 매크로 사진 스타일에 더 기울어져 있다.

## 색의 사용
컬러 이미지는 자연 사진의 요구 사항이 아니다. 앤설 애덤스는 자연을 흑백으로 묘사한 것으로 유명하며, 갈렌 로웰(Galen Rowell)은 후지필름 벨비아(Velvia) 필름의 밝고 채도가 높은 색상을 칭찬하며 "누가 백 년 동안 지속될 지루한 사진을 찍고 싶겠는가?"라고 묻는다. 두 사람 모두 표현 예술 형식으로서의 사진과 감광도 측정을 구별한다. 정확한 재현은 필요하지 않다.

## 같이 보기
- 야생사진